# Hemeroblemma acron
Hemeroblemma acron är en fjärilsart som beskrevs av Pieter Cramer 1779. Hemeroblemma acron ingår i släktet Hemeroblemma och familjen nattflyn. Inga underarter finns listade i Catalogue of Life.

## Bildgalleri

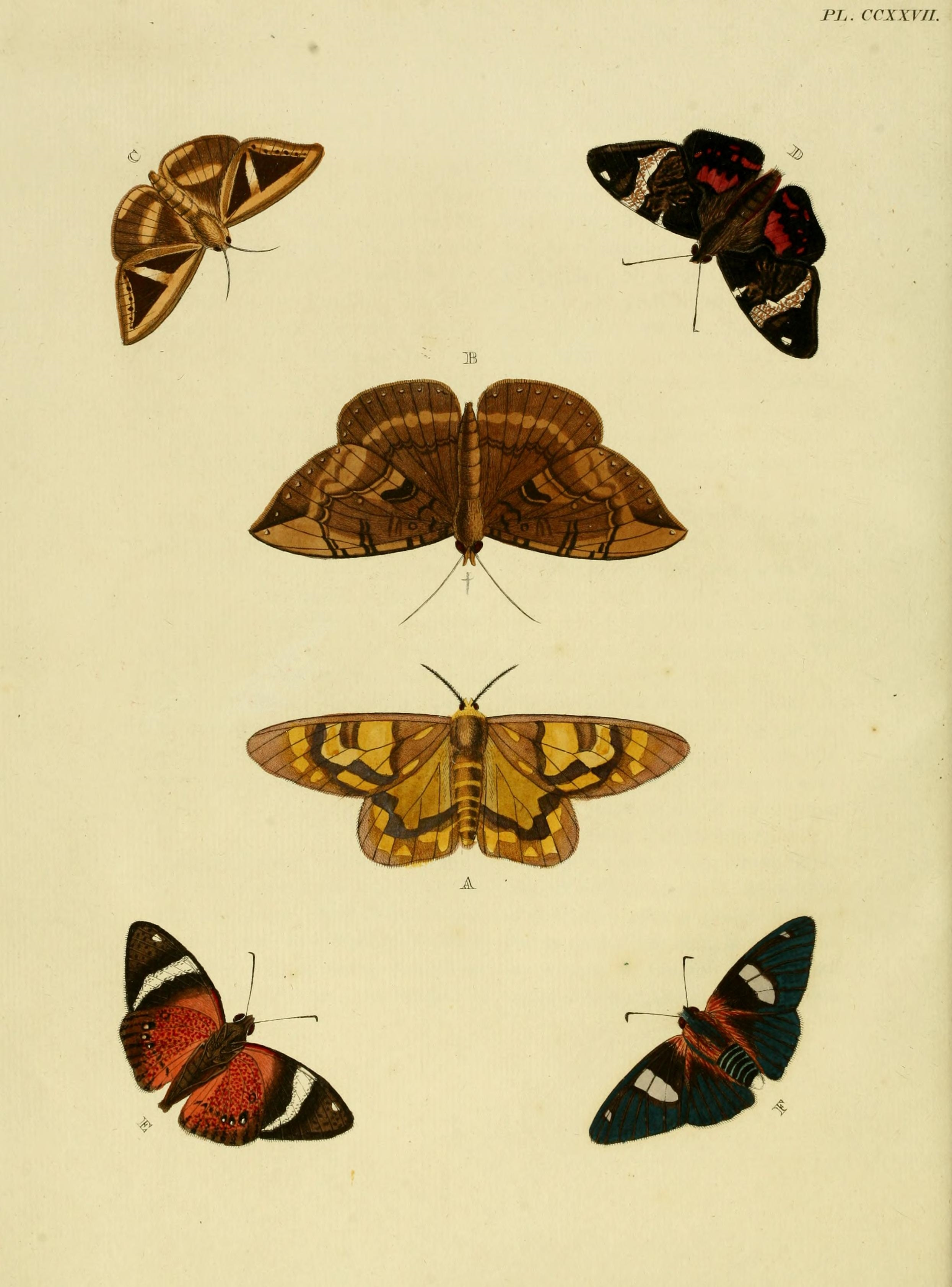
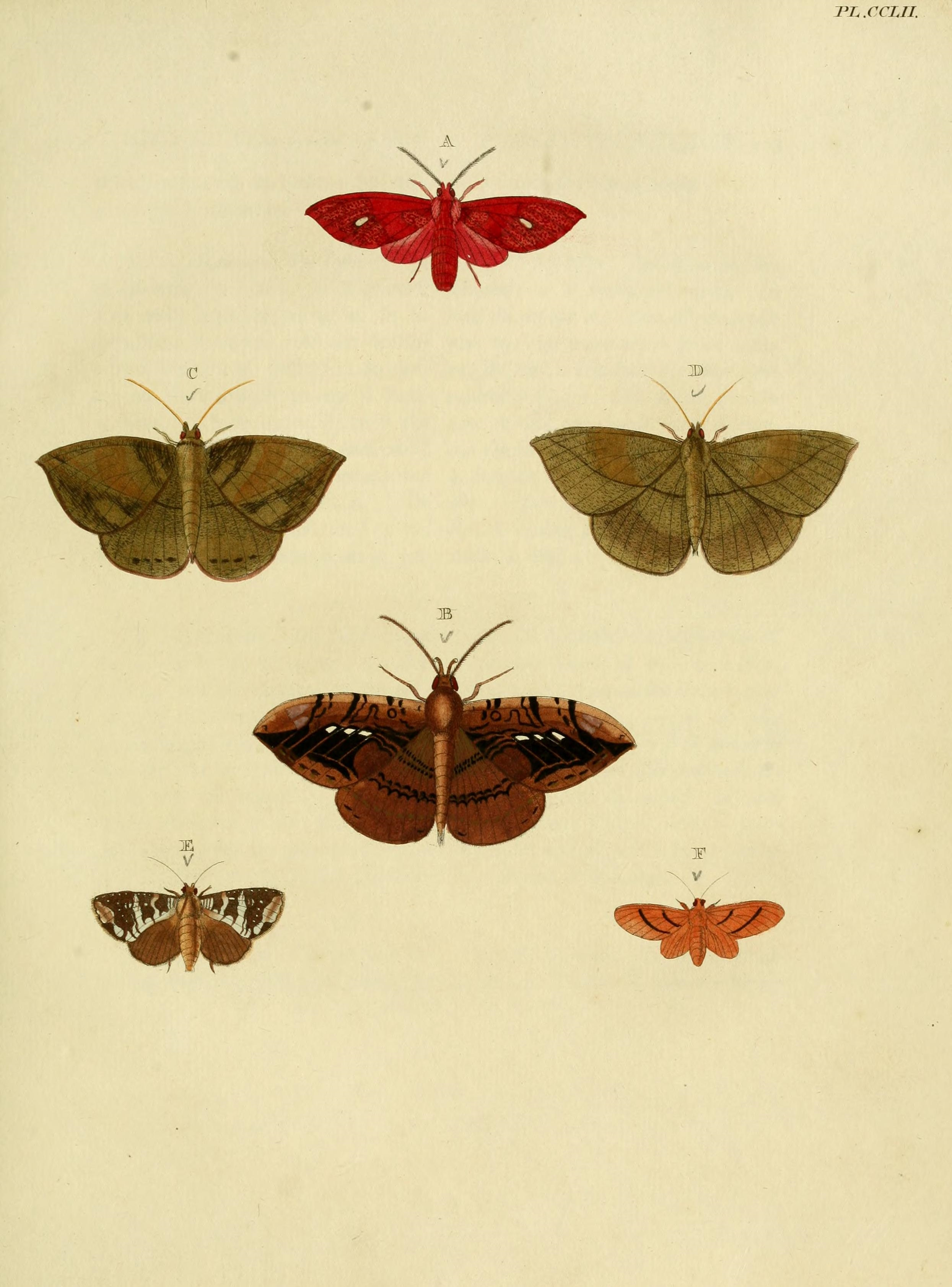